# Семчишин Андрій Євгенович
Андрі́й Євге́нович Семчи́шин — солдат Збройних сил України.

## Короткий життєпис
Мобілізований на початку серпня 2014-го, водій-електрик, 128-ма окрема гірсько-піхотна бригада.
Помер 31 жовтня 2014 року у лікарні від поранень, отриманих напередодні під час мінометного обстрілу опорного пункту підрозділу в районі села Нікішине (Шахтарський район, Донецька область).
Без батька залишилась 11-річна донька, без чоловіка — дружина.
Похований 2 листопада 2014-го у місті Львів, Личаківське кладовище, поле почесних поховань № 76.

### Нагороди та відзнаки
За особисту мужність і героїзм, виявлені у захисті державного суверенітету та територіальної цілісності України, вірність військовій присязі під час російсько-української війни, відзначений — нагороджений
- 27 червня 2015 року — орденом «За мужність» III ступеня.